# Bitva u Naissu
V bitvě u Naissu, svedené zřejmě v létě 269, porazili Římané vedení císařem Claudiem II. Góty a jejich spojence. Římské vítězství společně s pozdějšími úspěchy císaře Aureliana vedlo k eliminaci několik desetiletí trvající hrozby germánských vpádů do balkánských provincií římské říše.

## Prameny
Nedostatek soudobých pramenů znesnadňuje rekonstrukci bitvy u Naissu a souvisejících dějů, podobně jako je tomu v případě celého krizového období, v němž se římská říše nacházela ve 3. století. Dochované popisy události, zachycené zejména v dílech historiků Zosima, Zonara, Georgia Synkella a v Historii Augustě, vycházejí ze ztracených dějin sepsaných Athéňanem Dexippem. Útržky jeho textů se zachovaly pouze v Historii Augustě a ve výtazích obsažených v byzantských sbírkách z 9. století. Někteří novodobí historikové zpochybňují však správnost Dexippem podávaných informací. Bádání ztěžuje dále skutečnost, že díla čerpající z Dexippa se rozcházejí v líčení události. Císařská propaganda konstantinovské dynastie, odrážející se v tehdejší literární tvorbě, nadto zkomplikovala určení sledu jednotlivých dějů. Veškeré pohromy postihující říši koncem šedesátých letech 3. století řadila do doby vlády Galliena, aby vylepšila obraz Claudia II., jehož Konstantin prohlašoval za svého předka.
V důsledku toho přetrvávají nejasnosti ohledně počtu vpádů, jejich průběhu a chronologie. Spory se vedou rovněž o to, který z římských císařů velel vojsku v bitvě. V první polovině 20. století prosazovali někteří historikové teorii jediné barbarské invaze s tím, že osobou odpovědnou za porážku útočníků byl císař Gallienus. Toto stanovisko bylo po určitou dobu široce akceptováno. Většina současných dějepisců přisuzuje ale vítězství u Naissu Claudiovi, zatímco Gallienovi přiznává zásluhu na odražení předchozího útoku Herulů v bitvě u řeky Nestos. K pochybnostem o autentičnosti Claudiova vítězství přispěla i podobnost názvů města Naissus a řeky Nestos, nazývané také Nessos.

## Vpády barbarů
Po Deciově porážce v bitvě u Abrittu v roce 251 podnikali barbaři sídlící za dolním Dunajem a při severním pobřeží Černého moře, antickými prameny archaicky označovaní jako Skythové, pozemní výpravy do balkánských provincií římské říše a námořní nájezdy pustošící města v Malé Asii. Jejich útoky na římské území vyvrcholily dvěma vpády v letech 267 a 269.
První z těchto invazí se udála v závěru panování císaře Galliena, kdy Herulové vypluli z oblasti Azovského moře směrem na jih. Nejprve napadli Byzantion, při výpadu do Bithýnie utrpěli ovšem nezdar v námořním střetnutí s Římany. Navzdory tomu se jim podařilo proplout úžinami do Egejského moře, načež vyplenili ostrovy Lémnos a Skyros. Posléze přistáli v provincii Achaia a vydrancovali několik tamějších měst, včetně Athén, Korintu, Argu a Sparty. Jejich další postup v jižním Řecku ztížila athénská domobrana vedena historikem Dexippem. Útočníci se stočili na sever, avšak v Bojótii se jim postavil do cesty Gallienův velitel Marcianus. V zimních měsících se Herulové dostali přes Epirus do Makedonie, kde je dostihl Gallienus. Na jaře 268 se Římané a Herulové srazili v údolí řeky Nestos na hranicích Thrákie. Gallienus v tomto střetnutí zvítězil a uzavřel s Heruly mírovou smlouvu. Barbarský náčelník Naulobatus za to od císaře obdržel konzulské odznaky (ornamenta consularia).
Krátce po porážce Herulů se Gallienus odebral do severní Itálie, kde se proti němu vzbouřil velitel jízdy Aureolus. Koncem léta 268 císař podlehl při obléhání Mediolana spiknutí vedenému nejvyššími důstojníky vlastního vojska. Jeden z nich jménem Claudius vzápětí získal moc a odstranil Aureola. Poté, co si zajistil v Římě vládu, odrazil počátkem roku 269 Alamany v bitvě u Lacus Benacus.
„Skythové“ zahájili někdy v této době druhou, mnohem mohutnější námořní invazi. Historia Augusta a Zosimos hovoří o 2000 až 6000 lodích s 320 000 bojovníky z řad Gótů, Herulů, Gepidů a Peukinů, shromážděných při ústí řeky Tyras. Tato čísla jsou sice silně nadsazená, přesto vypovídají o mimořádném rozsahu nebezpečí hrozícího římské říši. Gótové a jejich spojenci pustošili západní pobřeží Černého moře, vylodili se v Dolní Moesii u města Tomis (Constanța) a bez úspěchu napadli Marcianopolis. Pak zamířili po moři k Bosporu, při jehož proplutí přišli zřejmě vlivem silného proudu či bouře o mnoho lodí. V Propontidě marně zaútočili na město Kyzikos. Po překonání Hellespontu pluli kolem severního pobřeží Egejského moře k poloostrovu Chalkidiki a oblehli Soluň. Část barbarů se patrně oddělila a při plavbě Egejským mořem a podél Malé Asie napadla ostrovy Rhodos, Krétu, Kypr a město Side.

## Porážka Gótů a pronásledování
Když se Gótové dozvěděli o císařově příchodu na Balkán, upustili od obléhání Soluně a zamířili do vnitrozemí. Při pustošení severozápadní Makedonie narazili na dalmatské jezdectvo pod velením Aureliana, které v soustavných potyčkách pobilo 3 000 barbarů a ostatní donutilo k ústupu do Horní Moesie. Pravděpodobně v létě 269 se Gótové střetli s hlavní částí římského vojska v čele s Claudiem v krvavé bitvě u města Naissus (Niš). Římané nejprve zakolísali pod náporem Gótů, avšak v neschůdné krajině se jim podařilo nepřátele zaskočit a velký počet jich usmrtit. Zosimos uvádí, že v boji padlo 50 000 Gótů. Většina útočníků přesto unikla a nadále představovala hrozivou sílu. Naproti tomu Římané utrpěli ztráty, jež jim bránily ve svedení další otevřené bitvy.
Poražení Gótové, vytrvale znepokojovaní dalmatským jezdectvem, se stáhli směrem na jih k Makedonii. Záhy se ocitli v zoufalé situaci, neboť v důsledku nedostatku potravin strádali hladem. Římská jízda využila jejich slabosti, četné z nich pobila a zbývající zahnala do pohoří Haemus v západní Thrákii. Barbaři, obklíčení v horách a sužovaní hladem, podléhali také šířící se morové nákaze. Navzdory tomu se jim podařilo zdolat nepřátelskou pěchotu a prorazit z římského sevření. Římané pokračovali v pronásledování, dokud se síly barbarů nerozpadly na menší části, jež si postupně podrobili. Ti z Gótů, kteří nezahynuli v boji nebo vlivem nemocí, padli do zajetí. Někteří byli začleněni do římského vojska, jiní byli usazeni jako rolníci v pohraničních oblastech.

## Završení římského vítězství
Epidemie moru zasáhla celý Balkán a v srpnu 270 jí padl za oběť i samotný císař. Ještě před svou smrtí Claudius obdržel čestný titul Gothicus Maximus („největší přemožitel Gótů“). Latinsky píšící historikové ho díky jeho vítězství oslavovali jako znamenitého vojevůdce. Nicméně i přes zničující porážku barbarů nebyla dosud jejich vojenská moc zcela zlomena. Claudiův velitel jezdectva Aurelianus se brzy po jeho úmrtí chopil trůnu a na podzim 271 se vrátil na Balkán. Góty, opětovně plenící tamější provincie, zatlačil zpět za Dunaj, poté překročil řeku a přenesl válku na jejich území. V následném střetnutí padl gótský král Cannabaudes společně s 5 000 bojovníky. Ammianus Marcellinus poznamenává, že tato porážka přiměla Góty zachovávat klid po dlouhé období. Jeho tvrzení v zásadě odpovídá skutečnosti, protože vojenská tažení vedená Gallienem, Claudiem II. a Aurelianem ukončila více než dvě desetiletí trvající intenzivní gótské útoky.
Aurelianus učinil nedlouho po svém úspěchu dalekosáhlé strategické rozhodnutí, když stáhl římské vojsko z Dácie, jediné provincie nacházející se severně od Dunaje. Tím podstatně zkrátil hranici impéria na Balkáně a zároveň ji posílil oddíly z evakuované Dácie. Gótové stejně jako okolní barbaři se v dalších letech soustředili na obsazení Římany vyklizeného teritoria.

### Prameny
- AMMIANUS MARCELLINUS. Dějiny římské říše za soumraku antiky. Praha: Arista: Baset, 2002. ISBN 80-86410-26-9
- ZOSIMOS. Stesky posledního Římana. Praha: Odeon, 1983
- Portréty světovládců II (od Maximinů po Carina). Praha: Svoboda, 1982